# Thyrocopa albonubila
Thyrocopa albonubila là một loài bướm đêm thuộc họ Oecophoridae. Nó là loài đặc hữu của Kauai.
Chiều dài cánh trước là 10–13 mm. Đây là Kauai Thyrocopa duy nhất có cánh trước màu trắng với các đốm đen nổi bật. Con trưởng thành bay quanh năm.